# Nazionale maschile di pallacanestro della Thailandia
La nazionale di pallacanestro della Thailandia è la rappresentativa cestistica della Thailandia ed è posta sotto l'egida della Federazione cestistica della Thailandia.

## Piazzamenti

### Olimpiadi
- 1956 - 15°

### Campionati asiatici
- 1963 - 4°
- 1965 - 4°
- 1967 - 7°
- 1969 - 6°
- 1971 - 7°

- 1973 - 7°
- 1975 - 6°
- 1977 - 8°
- 1979 - 9°
- 1981 - 7°

- 1983 - 10°
- 1985 - 7°
- 1987 - 8°
- 1989 - 12°
- 1993 - 15°

- 1995 - 16°
- 1999 - 14°
- 2001 - 13°
- 2013 - 14°

### Giochi asiatici
- 1954 - 7°
- 1958 - 6°
- 1962 - 4°
- 1966 -  2°
- 1970 - 8°

- 1978 - 6°
- 1998 - 6°
- 2018 - 9°

## Formazioni

### Olimpiadi
Pallacanestro ai Giochi della XVI Olimpiade3 Chavanwong, 4 Chaicharoen, 5 Imnoi, 6 Julmanichoti, 7 Aimmanolrom, 8 Rukpanich, 9 C. Sae-Lim, 10 Kuang Sae-Lim, 11 Kum Sae-Lim, 12 Saranont, 13 Sonthong, 14 Sriratana,        All. C.B. Sunthorn

### Campionati asiatici
Campionato asiatico maschile di pallacanestro 20014 Piya, 5 Apaipong, 6 Tirawut, 7 Dilip, 8 Worrapot, 9 Chainarong, 10 Pramoch, 11 Taweesak, 12 Rerngrit, 13 Watcharin, 14 Boonchuy, 15 Shonghop,        All. -
Campionato asiatico maschile di pallacanestro 20134 Klahan, 5 Lertmalaiporn, 6 Suttisin, 7 Kongkum, 8 Dasom, 9 Klaewnarong, 10 Daro. Apiromvilaichai, 11 Daru. Apiromvilaichai, 12 Ghogar, 13 Lertlaokul, 14 Samerjai, 15 Tongsri,        All. Manid Niyomyindee

### Giochi asiatici
Pallacanestro ai III Giochi asiaticiAimmanolrom, Chavanwong, Chaicharoen, Ewtrakul, Lerschitmate, Padungsatayawong, Rukpanich, Kuang Sae-Lim, Kum Sae-Lim, Sonthong, Srirut, Teepatimakorn, Wathannai, Yoosthaporn, All. Sukhum Nayapradit
Pallacanestro ai V Giochi asiaticiCheepluesak, Panturat, Puatusnanan, Saechua, Seriwat, Srirat, Srisavaet, Supachitranan, Tohbundit, Tubtawee, Vichitsrawong, Vongwailert, All. -
Pallacanestro ai XVIII Giochi asiatici4 To Ngiw, 6 Sunthonsiri, 7 Khukhandhin, 8 Jaisanuk, 10 Boonyai, 12 Lakhan, 20 Suktub, 25 Klaewnarong, 36 Klahan, 38 Phuangla, 47 Leelaphipatkul, 77 Ananti,        All. Douglas Marty

## Nazionali giovanili
- Nazionale Under-18
- Nazionale Under-16